# Sanatoriu

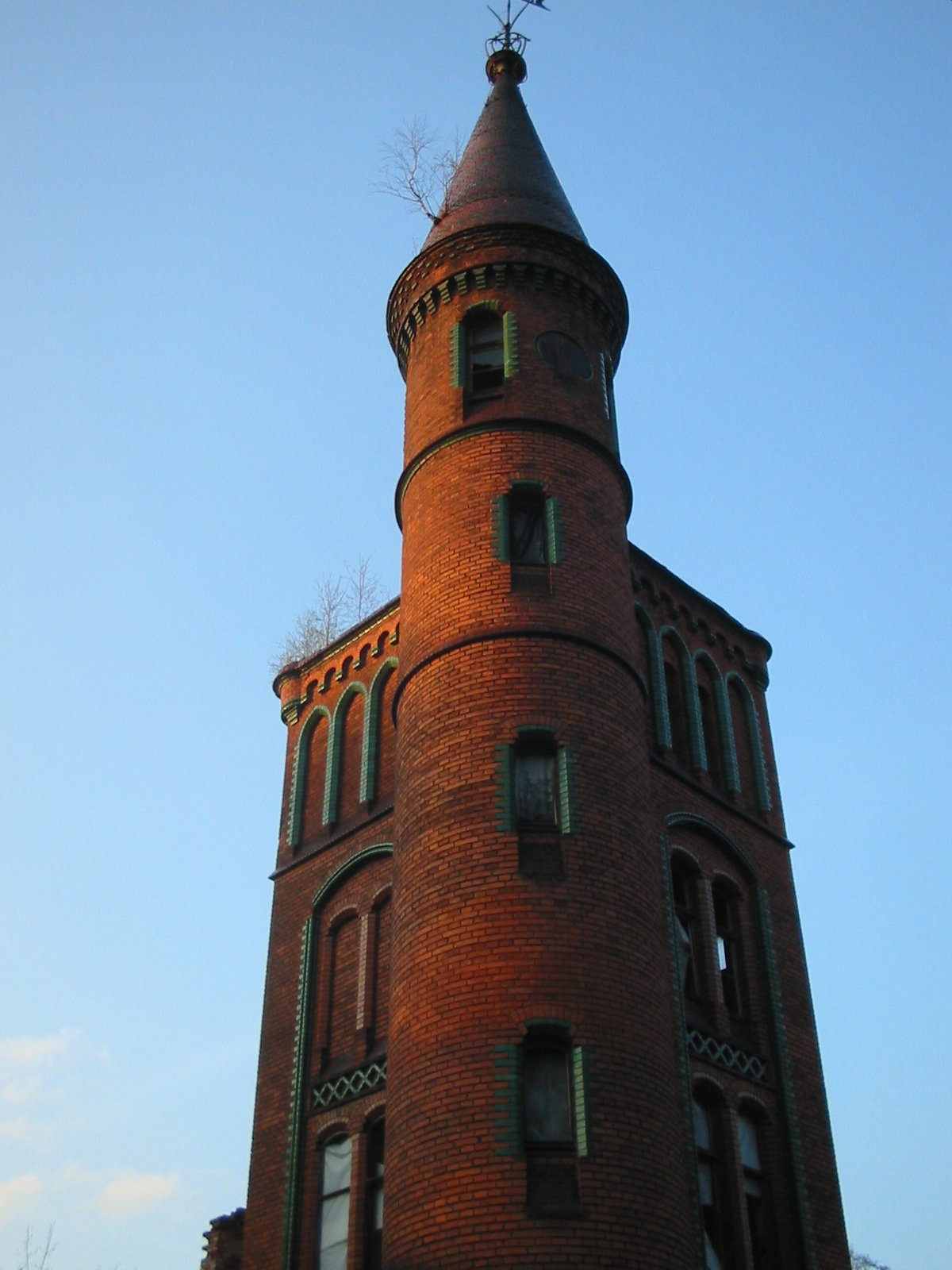
Unul dintre turnulețele rămase ale Sanatoriului Grunwald (azi Sokołowsko, Polonia)

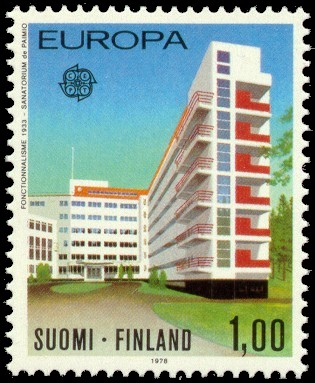
Timbru reprezentând Sanatoriul de tuberculoși Paimio, Finlanda, de Alvar Aalto

Un sanatoriu (anterior casă de sănătate) este o instituție medicală pentru tratamentul bolilor cronice pe termen lung, asociată cel mai adesea cu tratamentul tuberculozei (TBC) la sfârșitul secolului al XIX-lea și începutul secolului al XX-lea înainte de descoperirea antibioticelor. Trebuie făcută distincție între un „sanatoriu” (spital) și un resort balnear care promovează un stil de viață sănătos (precum Battle Creek Sanitarium).

## Istoric

### Concepție
Prima sugestie de sanatorii în sens modern a fost făcută probabil de George Bodington, care a deschis un sanatoriu la Sutton Coldfield în 1836 și mai târziu a publicat eseul său, „On the Treatment and Cure of Pulmonary Consumption”, în 1840. Abordarea sa a fost respinsă pe motiv că ar conține „idei foarte brutale și afirmații inacceptabile” de către comentatorii din hebdomadarul medical The Lancet și sanatoriul său a fost transformat curând într-un azil. Motivul înființării sanatoriilor în epoca pre-antibiotice era că un regim de odihnă și o alimentație bună facilita vindecarea infecției cu tuberculoză pulmonară de către sistemul imunitar al suferindului. În 1863 Hermann Brehmer a deschis Brehmersche Heilanstalt für Lungenkranke la Görbersdorf (Sokołowsko), Silezia (azi în Polonia), pentru tratamentul tuberculozei. Pacienții au beneficiat acolo de aer curat și de o alimentație adecvată, Sanatoriile TBC au devenit comune în întreaga Europa începând de la sfârșitul secolului al XIX-lea.

### Primele stabilimente
Adirondack Cottage Sanitarium, înființat la Saranac Lake, New York, în 1885, a fost primul stabiliment de acest fel din America de Nord. Potrivit Saskatchewan Lung Association, atunci când a fost fondată National Anti-Tuberculosis Association (Canada) în 1904, membrii acesteia, inclusiv renumitul pionier în lupta împotriva tuberculozei, Dr. R.G. Ferguson, credea că ar trebui făcută o distincție între stațiunile de sănătate cu care oamenii erau familiarizați și noile spitale pentru tratamentul tuberculozei: „Așa că au decis să folosească un cuvânt nou care în loc să fie derivat din substantivul latin sanitas, care înseamnă sănătate, sublinia necesitatea tratamentului sau vindecării științifice. În consecință, au luat rădăcina verbală latină sano, cu sensul de a vindeca, și au adoptat noul cuvânt sanatoriu”.
Elveția obișnuia să aibă multe sanatorii, deoarece profesioniștii din domeniul sănătății credeau că aerul curat și rece de la munte este cel mai bun tratament pentru bolile pulmonare. În Finlanda au fost construite la începutul anilor 1900 o serie de sanatorii de tuberculoză în zonele izolate de pădure izolate. Cel mai celebru a fost Sanatoriul Paimio, finalizat în 1933, proiectat de renumitul arhitect Alvar Aalto. Avea atât balcoane unde se putea sta la soare, cât și o terasă pe acoperiș, unde pacienții ședeau toată ziua în paturi sau pe scaune special amenajate, scaunul Paimio. În Portugalia, Sanatoriul Heliantia din Valadares a fost utilizat pentru tratamentul tuberculozei osoase între anii 1930 și 1960.

### Descoperirea antibioticelor și declinul
După 1943, când Albert Schatz, proaspăt absolvent al Universității Rutgers, a descoperit streptomicina, un antibiotic și prim remediu pentru vindecarea tuberculozei, sanatoriile au început să se închidă. Multe dintre ele, precum Sanatoriul Paimio, au fost transformate în spitale generale. Prin anii 1950 tuberculoza nu mai era o amenințare majoră la adresa sănătății publice și era tratată mai degrabă cu antibiotice decât printr-o odihnă prelungită. Multe sanatorii fuseseră închise cu câțiva ani mai înainte.
Unele dintre ele, cu toate acestea, au fost adaptate pentru noi roluri medicale. Sanatoriul Tambaram din sudul Indiei este acum un spital pentru bolnavii de SIDA. Spitalul de stat din Sanatorium, Mississippi, este acum un centru regional pentru programele de tratament și terapie ocupațională asociate cu dizabilitățile intelectuale. În Japonia, în 2001, ministerul bunăstării a sugerat schimbarea numelor de leprozerie în sanatoriu.

## Legături externe
- „Sanatorium”. Encyclopædia Britannica (ed. 11). 1911.
- Bloomington’s Kelso Sanitarium promised to cure all - Pantagraph (Bloomington, Illinois newspaper)